# Кіар (циклон)
Циклон «Кіарр» (англ. Cyclone Kyarr) — надзвичайно потужний тропічний циклон, який став першим суперциклонічним штормом у північній частині Індійського океану після Гону у 2007 році. Це також був другий за потужністю тропічний циклон в Аравійському морі та один із найпотужніших тропічних циклонів в історії Північного Індійського океану.
Попри величезну силу шторму та багато країн, які постраждали від припливів і штормових хвиль, на Сокотрі не було повідомлень про жертви, хоча повідомлялося про 5 загиблих у Карнатаці, Індія, через сильні дощі.